# She (Green Day-dal)
A She a Green Day amerikai punk együttes egyik dala. Kislemezként 1995 májusában jelent meg, ez volt az ötödik, egyben utolsó kislemez a Dookie című albumról. Egyike a Green Day kevés kislemezeinek melyhez nem készült videóklip.
A dalszövegét Billie Joe Armstrong egy régi barátnőjéről írta, aki egy feminista verset mutatott neki ugyanezzel a címmel. A nő később szakított Billie Joe-val, és elköltözött Ecuadorba.
1994. december 5-én, egy a Madison Square Gardenen adott koncerten Armstrong pucéran adta elő a dalt.

## Változatok
- Koncertfelvétel a "When I Come Around" kislemezen (felvétel: Aragon Ballroom, Chicago, 1994. november 18.)
- Koncertfelvétel  a Bowling Bowling Bowling Parking Parking középlemezen (felvétel: Harumi Arena, Tokió, 1996. január 27.)
- Koncertfelvétel a "Waiting" kislemezen (felvétel: Japánban)
- Koncertfelvétel mely a Bullet in a Bible koncerten készült, és szerepelt annak DVD-kiadásán.